# پل اسکوگلیا
پل اسکوگلیا (انگلیسی: Paul Squaglia؛ زادهٔ ۳ ژوئیهٔ ۱۹۶۴) بازیکن فوتبال اهل فرانسه است.
از باشگاه‌هایی که در آن بازی کرده‌است می‌توان به باشگاه فوتبال المپیک لیون، باشگاه فوتبال باستیا، و باشگاه فوتبال نیم المپیک اشاره کرد.